# الکساندر پانفیلوف
الکساندر پانفیلوف (روسی: Алекса́ндр Панфи́лов؛ زادهٔ ۱۱ اکتبر ۱۹۶۰) دوچرخه‌سوار اهل اتحاد جماهیر سوسیالیستی شوروی است.
وی در مسابقات کشوری و بین‌المللی در مجموع برندهٔ ۱ مدال نقره شده‌است.